# Olenyok

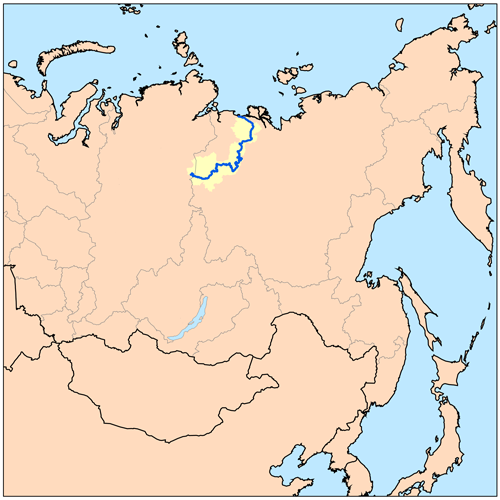
Lưu vực sông Olenyok

Olenyok (tiếng Nga: Оленёк, thỉnh thoảng cũng viết thành Olenek) là một sông chính tại miền bắc Siberia của Nga, nằm ở phía tây của hạ du sông Lena và ở phía đông sông Anabar. Sông có chiều dài 2.292 kilômét (1.424 mi) trong đó khoảng 1.000 kilômét (620 mi) có thể thông hành. Lưu lượng trung bình của sông là 1210 m3/s. Chi lưu chính của Olenyok là sông Arga-Sala.
Sông khởi nguồn từ miền bắc cao nguyên Trung Siberia thuộc vùng Krasnoyarsk, từ đây sông chảy theo hướng đông bắc qua Olenyok trước khi đổ ra vịnh Olenyok của biển Laptev tại Ust-Olenyok ngay phía tây châu thổ sông Lena.
Olenyok được biết đến vì có nhiều cá. Sông bị đóng băng 8 tháng mỗi năm khu vực sông có khí hậu khắc nhiệt do chịu ảnh hưởng trực tiếp từ Bắc cực.
- Dyangylakh hay Dzhyangylakh (Ostrov Dyangylakh)  là đảo châu thổ bằng phẳng ở cửa sông Olenek. Có một số đảo nhỏ hơn ở lân cận như Eppet ngoài bờ phía đông, song không ai đến gần vì kích thước của nó. Dyangylakh dài 21 km và rộng 16 km.

Năm 1633 Ivan Rebrov đã tiếp cận Olenyok từ châu thổ sông Lena và xây dựng một pháo đài. Năm 1642-44 Rebrov và Fedot Alekseyev Popov đã tiếp cận sông song bị dân bản địa đuổi đi.
Nhà thám hiểm Bắc cực người Nga Vasili Pronchishchev và vợ ông là Maria Pronchishcheva đã chết vì bệnh Scorbut tại khu vực này vào tháng 9 năm 1736, trong khi đang lập bản đồ về bờ biển Laptev. Sau khi chết, vợ chồng ông được chôn tại cửa sông Olenyok.